# Източен блок
Източният блок е съвкупност от съюзени социалистически държави с комунистическо управление, намиращи се в Централна, Източна Европа, Куба, Чили по времето на Салвадор Алиенде и Никарагуа по времето на Сандинистката революция с цел да противодействат на Капиталистическия лагер и по-късно Капиталистическа система.

## Употреба и синоними
Синонимно название на Социалистическия лагер (но с по-малък обхват) е „Съветски блок“ или Източен блок, което е използвано от така наречените западни демокрации (развитите страни от ОИСР) за СССР и съюзните му държави (страните-членки на военно-политическата Организация на Варшавския договор и, по-разширено, останалите страни в Съвета за икономическа взаимопомощ). Управляващите комунистически партии в тези държави се придържат към политическата теория на марксизма-ленинизма.

## България в Източния блок
Резултатите от Втората световна война поставят България заедно с други страни от Централна и Източна Европа в сферата на влияние на СССР – като част от т.нар. Източен блок.

### Консолидация на властта
След Втората световна война в България, режимът създава „народни съдилища“ и провежда масови процеси срещу политическите лидери по време на войната. В резултат на първия масов съд (декември 1944 – февруари 1945), над 100 висши чиновници са осъдени на смърт. Общо 11,122 души са съдени до април 1945 г., със смъртни присъди за 2,730, пожизнени затвори за 1,305 и затворни срокове до 20 години за 5,119. По оценки, около 30,000 политически опоненти са убити без съд.
През ноември 1945 г., Георги Димитров става премиер след 22 години изгнание. Комунистите установяват контрол върху властта, а Западът проявява ограничен интерес. През септември 1946 г., референдум обявява България за република. В октомври същата година се провеждат избори за Велико народно събрание, където некомунистическата опозиция получава 28% гласове. Никола Петков, лидер на аграристите, бива изгонен и през юни 1947 г. е арестуван, а през септември е екзекутиран. След това САЩ и Великобритания признават новия режим.
След учредителния конгрес на Коминформ през септември 1947 г., България ускорява елиминирането на вътрешната опозиция. През 1948 г., социалистическата партия е абсорбирана, а други партии се самоликвидират. През декември 1947 г. се приема „Конституцията Димитров,“ моделирана по съветската от 1936 г., установявайки комунистически принципи в държавата.

### Сталинизъми Де-сталинизъм
Трайчо Костов, ключов фигура в унищожаването на опозицията, е обвинен в измяна и сътрудничество с Тито срещу сталинизма, последван от чистка на „костовци“. След смъртта на Димитров, Васил Коларов и Вълко Червенков поемат ръководството, с Червенков, наричан „Малкият Сталин“, насочващ България към съветски модел с индустриализация и колективизация. Смъртта на Сталин и „Новият курс“ в Съветския съюз през 1953 г. влияят върху България. Червенков приема съветската мода на колективно ръководство, освобождава затворници и умерява икономическите политики. В началото на десталинизацията през 1956 г., Червенков бива свален. Репресиите не спират, а концентрационните лагери затварят към началото на 1970-те г.

### Възход на Тодор Живков
Тодор Живков, който заема поста на премиер в България през 1962 г., остава начело на държавата до 1989 г. Под неговото дългогодишно управление България преминава през различни периоди на исторически и социални трансформации.
През 1960-те и 1970-те години, Живков насочва страната към съветския модел, подписвайки дългосрочни икономически договори със Съветския съюз. Този период също така е отбелязан с често използваните чистки и отстраняване на партийни лидери, които биха могли да се считат за потенциални конкуренти.
Един от знаковите епизоди по време на управлението му е опит за преврат през 1965 г., който бързо бива потушен. В този период Живков успява да задържи стабилността на властта си, въпреки вътрешни и външни предизвикателства.
В икономически план, България постига напредък в индустриализацията, с тежък акцент върху развитието на научно-техническия сектор. През този период страната изоставя изолационистката политика, насочвайки се към подобрение на отношенията с балканските и западни съседи, въпреки запазената привързаност към Варшавския договор и СИВ.
С влизането в 1989 г., в контекста на реформите в Съветския съюз, започват да се проявяват тенденции за демократизация и икономически трудности в България. Вътрешни партийни напрежения и нарастващи искания за свобода принуждават Живков да подаде оставка на 10 ноември 1989 г.
След свалянето на Живков, той бива съден и затворен за обвинения в присвояване. Периодът на управление на Тодор Живков остава противоречив етап в историята на България, като се оценява както за период на икономически успехи, така и за период на политически репресии и нарушения на правата на човека.

## Население
Източните блокови страни като Съветския съюз имат високи равнища на прираст на населението. През 1917 г. населението на Русия в нейните настоящи граници е 91 милиона. Въпреки разрушенията по време на Руската гражданска война, населението нарасва на 92,7 милиона през 1926 г. През 1939 г. населението се увеличава със 17% до 108 милиона. Въпреки над 20-те милиона загинали по време на Втората световна война, населението на Русия нарасва на 117,2 милиона през 1959 г. Съветското преброяване от 1989 г. показва, че населението на Русия е 147 милиона души.
Населението на страните от Източния блок е както следва:
| Държава          | Площ (000s)              | 1950 (mil) | 1970 (mil) | 1980 (mil) | 1985 (mil) | Годишен прираст (1950 – 1985) | Гъстота (1980) |
| ---------------- | ------------------------ | ---------- | ---------- | ---------- | ---------- | ----------------------------- | -------------- |
| Албания          | 28,7 km2 (11,1 sq mi)    | 1.22       | 2.16       | 2.59       | 2.96       | +4.07%                        | 90.2/km2       |
| България         | 110,9 km2 (42,8 sq mi)   | 7.27       | 8.49       | 8.88       | 8.97       | +0.67%                        | 80.1/km2       |
| Чехословакия     | 127,9 km2 (49,4 sq mi)   | 13.09      | 14.47      | 15.28      | 15.50      | +0.53%                        | 119.5/km2      |
| Унгария          | 93,0 km2 (35,9 sq mi)    | 9.20       | 10.30      | 10.71      | 10.60      | +0.43%                        | 115.2/km2      |
| Източна Германия | 108,3 km2 (41,8 sq mi)   | 17.94      | 17.26      | 16.74      | 16.69      | −0.20%                        | 154.6/km2      |
| Полша            | 312,7 km2 (120,7 sq mi)  | 24.82      | 30.69      | 35.73      | 37.23      | +1.43%                        | 114.3/km2      |
| Румъния          | 237,5 km2 (91,7 sq mi)   | 16.31      | 20.35      | 22.20      | 22.73      | +1.12%                        | 93.5/km2       |
| Съветски Съюз    | 22 300 km2 (8 600 sq mi) | 182.32     | 241.72     | 265.00     | 272.00     | +1.41%                        | 11.9/km2       |
| Югославия        | 255,8 km2 (98,8 sq mi)   | 16.34      | 20.4       | 22.36      | 23.1       | +1.15%                        | 92.6/km2       |

## Страни в Източния блок
- Народна република България – от 15 септември 1946 г. до 15 ноември 1990 г.
- Германска демократична република – от 7 октомври 1947 г. до 3 октомври 1990 г. (когато се присъединява към ФРГ)
- Полска народна република – от 1947 г. до 31 декември 1989 г.
- Народна република Румъния / Социалистическа република Румъния – от 30 декември 1947 г. до 26 декември 1989 г.
- СССР – от 30 декември 1922 г. до 31 декември 1991 г.
- Унгарска народна република – от 1946 г. до 29 декември 1989 г.
- Чехословашка социалистическа република – от 25 февруари 1948 г. (определението социалистическа е добавено през 1960 г.) до 29 декември 1989 г.

## Страни извън Източния блок
- Народна социалистическа република Албания – от януари 1945 г. до март 1991 г.
- Социалистическа федеративна република Югославия – от 29 ноември 1945 г. до 1991 – 1992 г. (до 1963 г. наричана Федеративна народна република Югославия)

Макар двете държави да са имали близки отношения със СССР, те не попадат формално в Източния блок.

## Организации в социалистическата система
- Организация на Варшавския договор – военно-политическа организация на европейските страни от Източния блок
- Съвет за икономическа взаимопомощ – политико-икономическа организация на страните от Източния блок